# Pisky-Rad´kiwśki
Pisky-Rad´kiwśki (ukr. Піски-Радьківські) – wieś na Ukrainie, w obwodzie charkowskim, w rejonie iziumskim. W 2001 liczyła 2507 mieszkańców.